# Unterrieden (Altdorf bei Nürnberg)

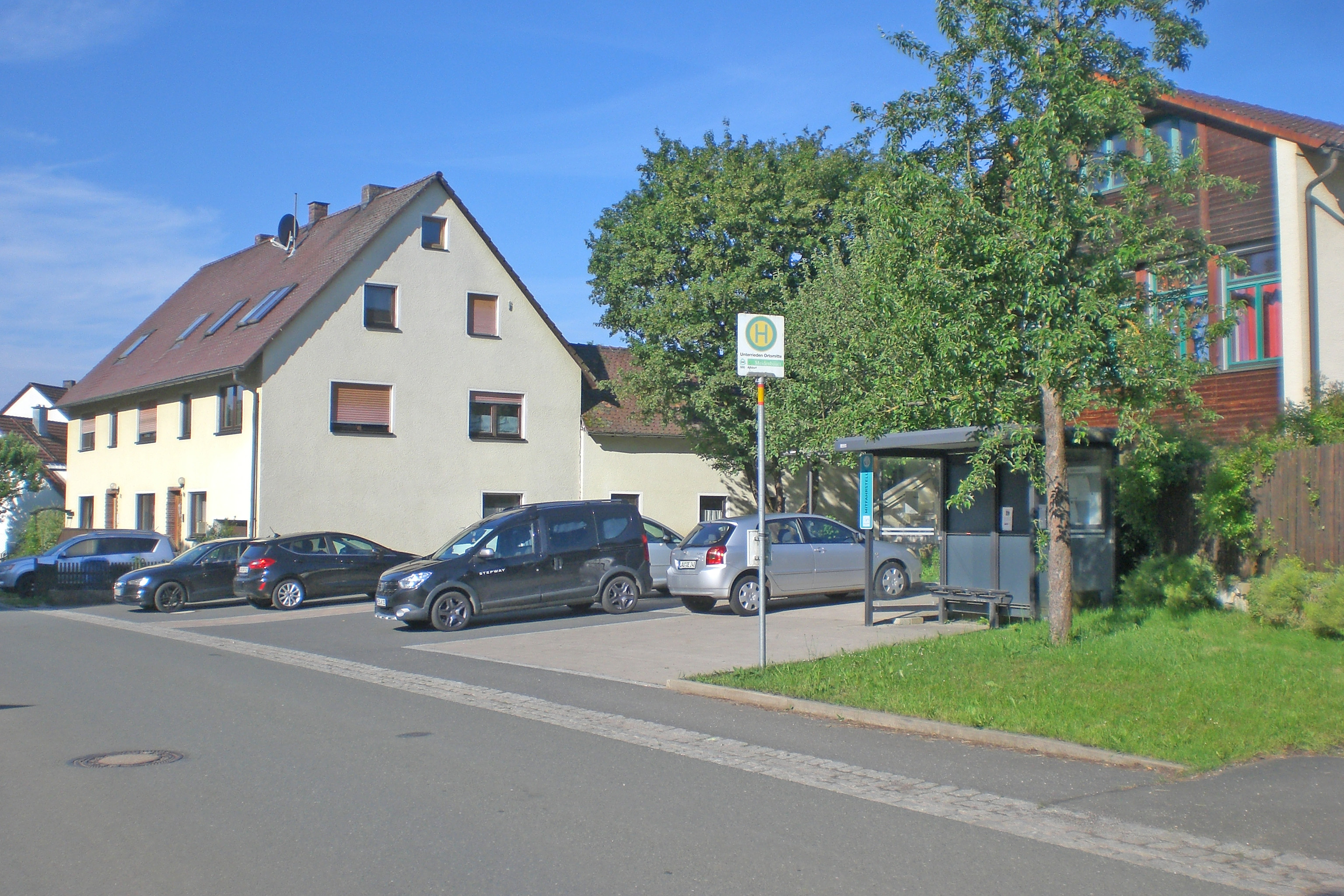
Ortsstraße (2024)

Unterrieden ist ein Gemeindeteil der Stadt Altdorf bei Nürnberg im Landkreis Nürnberger Land (Mittelfranken, Bayern). Unterrieden liegt in der Gemarkung Rieden.

## Geografie
Das Dorf ist weitestgehend von Feldern und Wäldern umgeben. Nordöstlich von Unterrieden befinden sich die Steinbrüche von Ober- und Unterrieden, die als Geotop ausgewiesen sind. Die Kreisstraße LAU 23 führt nach Oberrieden (1,6 km nordöstlich) bzw. nach Altdorf zur Staatsstraße 2240 (3 km südwestlich). Gemeindeverbindungsstraßen führen nach Hagenhausen (2 km südlich) und nach Pühlheim (1,1 km nördlich).

## Geschichte
Der Ortsname Unterrieden geht auf ein gerodetes Stück Land zurück, der Begriff Ried stammt von Althochdeutsch reod, riod, riodan, was reuten bzw. roden bedeutet, ab. Die früheste urkundliche Erwähnung stammt aus einer Verkaufsurkunde von Johann Graf zu Nassau der am 27. Juni 1360 den Ort an den Burggrafen von Nürnberg veräußerte. Von 1504 bis 1806 gehörte der Ort zur Reichsstadt Nürnberg.
Mit dem Gemeindeedikt (frühes 19. Jahrhundert) wurde Unterrieden dem  Steuerdistrikt Oberrieden zugewiesen. Zugleich entstand die Ruralgemeinde Unterrieden, zu der Oberrieden gehörte. Sie unterstand in Verwaltung und Gerichtsbarkeit dem Landgericht Altdorf. Im Jahr 1865 wurde der Gemeindename in „Rieden“ geändert. Im Zuge der Gebietsreform in Bayern wurde Unterrieden am 1. Januar 1978 nach Altdorf eingegliedert.

## Baudenkmäler
- Grenzstein
- Mühlerlenweg 12: Mühlenanwesen
- Unterriedener Hauptstraße 37: Scheune

## Einwohnerentwicklung
| Jahr          | 1987 | 2013 | 2016 | 2022 |
| Einwohnerzahl | 322  | 450  | 475  | 492  |

## Talbrücke Unterrieden

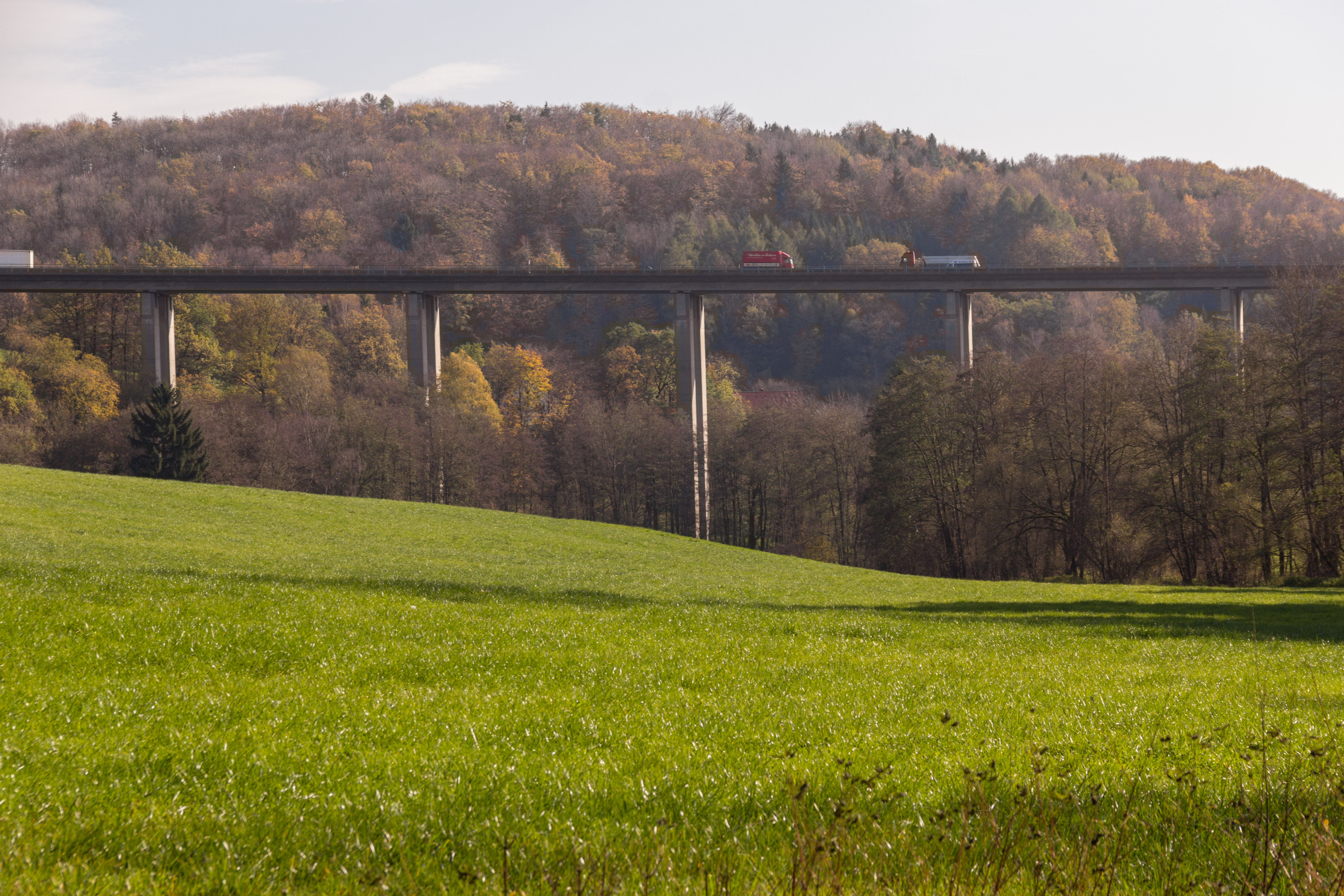
Autobahnbrücke der A6 bis 2019

1967 wurde neben dem Ort eine Autobahnbrücke mit 540 Meter Länge und 48 Meter Höhe errichtet. Sie überquert das Raschbachtal und ist auf Schildern als "Talbrücke Unterrieden" ausgezeichnet.
Seit 2019 laufen Arbeiten zum Abbau der 52 Jahre alten Brücke. Der Ersatz durch eine Neukonstruktion soll bis 2024 abgeschlossen sein. Da es sich eigentlich um zwei separate Brücken direkt nebeneinander handelt – für jede Fahrtrichtung eine – kann der Austausch ohne allzu große Behinderung des fließenden Verkehrs auf der Autobahn A6 durchgeführt werden.